# Eugeniusz Wróbel
Eugeniusz Józef Wróbel (ur. 1951 w Rybniku, zm. 15 października 2010 tamże) – polski urzędnik państwowy, były wicewojewoda katowicki, w latach 2005–2007 podsekretarz i sekretarz stanu w resortach związanych z transportem; naukowiec zajmujący się językami asemblerowymi oraz przemysłowymi systemami czasu rzeczywistego.

## Życiorys
Ukończył w 1974 studia na Politechnice Śląskiej w Gliwicach, uzyskał następnie stopień doktora nauk technicznych. Został adiunktem w Zakładzie Mikroinformatyki i Teorii Automatów Cyfrowych w Instytucie Informatyki na Wydziale Automatyki, Elektroniki i Informatyki PŚ. Zajmował się m.in. zagadnieniami z zakresu utrzymania i rozwoju lotnisk oraz kompetencji służb zarządzających ruchem lotniczym.
W latach 1990–1995 zajmował stanowisko wicewojewody katowickiego. W rządzie Jerzego Buzka pełnił funkcję doradcy w gabinecie politycznym ministra transportu i gospodarki morskiej. Zasiadał w licznych radach nadzorczych (m.in. Polskich Linii Lotniczych LOT). Od 2003 do 2005 był doradcą w Narodowym Funduszu Ochrony Środowiska i Gospodarki Wodnej.
W wyborach do Parlamentu Europejskiego w 2004 bez powodzenia kandydował z listy Prawa i Sprawiedliwości.
Od 7 listopada 2005 do 6 maja 2006 był sekretarzem stanu w Ministerstwie Transportu i Budownictwa, następnie do 3 grudnia 2007 podsekretarzem stanu w Ministerstwie Transportu.
W październiku 2010 córka Eugeniusza Wróbla zgłosiła jego zaginięcie. Na skutek prowadzonych czynności ustalono, iż poszukiwany nie żyje. Prokurator Prokuratury Rejonowej w Rybniku przedstawił synowi Eugeniusza Wróbla zarzut zabójstwa ojca, podejrzany w swoich pierwszych wyjaśnieniach – według relacji prokuratora – przyznał się do popełnienia tego czynu. W toku śledztwa ustalono, że zwłoki Eugeniusza Wróbla zostały wrzucone do Zalewu Rybnickiego. Śledztwo zakończyło się skierowaniem przez prokuratora do właściwego sądu wniosku o umorzenie śledztwa i zastosowanie środków zabezpieczających (osadzenia w zakładzie zamkniętym) w związku ze stwierdzeniem niepoczytalności sprawcy. Uroczystości pogrzebowe odbyły się 16 listopada 2010 w kościele pw. św. Jadwigi Śląskiej w Rybniku.
Poświęcono mu film dokumentalny Służba całym życiem… Rzecz o Eugeniuszu Wróblu z 2020.

## Publikacje
- Bolesław Pochopień, Urszula Stańczyk, Eugeniusz Wróbel: Arytmetyka systemów cyfrowych w teorii i praktyce. Gliwice: Wydawnictwo Politechniki Śląskiej, 2010. ISBN 978-83-7335-665-8. Brak numerów stron w książce
- Roman A. Plaza, Eugeniusz Wróbel: Systemy czasu rzeczywistego. Warszawa: Wydawnictwa Naukowo-Techniczne, 1988. ISBN 83-204-1064-9. Brak numerów stron w książce
- Eugeniusz Wróbel: Asembler 8086/88. Warszawa: Wydawnictwa Naukowo-Techniczne, 1990. ISBN 978-83-204-1224-6. Brak numerów stron w książce
- Eugeniusz Wróbel: Praktyczny kurs asemblera. Gliwice: Helion, 2004. ISBN 83-7361-433-8. Brak numerów stron w książce